# Даніела Кюн
Даніела Кюн (нім. Daniela Kühn; нар. 1973 року) — німецький математик і професор Масон з математики в Бірмінгемському університеті, Англія. Відома своїми дослідженнями в комбінаториці, особливо в екстремальній комбінаториці і теорії графів.

## Біографія
Кюн отримала сертифікат вищої освіти з математики (Cambridge Mathematical Tripos) з Кембриджського університету в 1997 році, диплом з математики в Технологічному університеті Хемніца в 1999 році, а потім — докторський ступінь у Гамбурзькому університеті в 2001 році під керівництвом Рейнхарда Діестеля. Після роботи в аспірантурі в Гамбурзі та Вільному університеті в Берліні вона переїхала в університет Бірмінгема в якості викладача в 2004 році, і була нагороджена кафедрою математики в 2010 році.

## Дослідження
У 2004 році Кюн опублікувала пару статей у Combinatorica зі своїм радником дисертації Рейнхардом Діестелем, що стосується циклічних просторів нескінченних графіків. На цих графіках відповідні узагальнення циклів і остовних дерев залежать від правильної обробки кінців графу. Рецензент Р. Брюс Ріхтер пише, що «результати надзвичайно задовільні, в тому сенсі, що стандартні теореми для кінцевих графів мають ідеальні аналоги», але що «немає нічого простого в будь-якому аспекті цієї роботи. Це гарне поєднання теоретико-графічних і топологічних ідей».
У 2011 році Кюн та її співавтори опублікували доведення гіпотези Самнера про те, що кожне n-вершинне полідерево утворює підграф кожного (2n-2)-вершинного турніру для всіх значень n, окрім певного скінченного набору значень. Рецензент MathSciNet K. B. Reid написав, що їхній доказ «є важливим і бажаним розвитком теорії турнірів».

## Нагороди та відзнаки
У 2002 році Кюн стала лауреатом премії Річарда Радо, найкращою нагородою за дисертацію, яку призначає Секція дискретної математики Німецького математичного товариства. Спільно з Дериком Остхусом і Аленом Планом вона була одним із перших переможців Європейської премії в комбінаторіці у 2003 році. Разом з Остхусом вона була лауреатом премії Уайтхеда Лондонського математичного товариства у 2014 році за «численні результати в теорії екстремальних графів і суміжних областях. Декілька їхніх статей вирішують давні проблеми, що існують у цій сфері». Того ж року її запросили виступити на Міжнародному конгресі математиків у Сеулі. У 2015 році Кюн нагороджена Wolfson Research Merit Award від Королівського товариства.